# Giants de New York
Pour l'équipe de baseball, voir Giants de San Francisco.
Stade
Maillots
Super Bowl XXI - XXV - XLII - XLVI
Champion NFL 1927 - 1934 - 1938 - 1956
Saison en cours
Les Giants de New York (New York Giants en anglais) sont une équipe de football américain de la National Football League (NFL) créée en 1925.
L'équipe joue ses matchs à domicile au MetLife Stadium situé à East Rutherford dans le New Jersey d'où l'équipe est originaire. Ce stade est partagé selon un arrangement unique avec les Jets de New York, autre franchise de NFL.
Les Giants sont détenteurs de huit titres nationaux dont quatre Super Bowl (1986, 1990, 2008 et 2011).

## Palmarès
Avec 8 titres de champions du monde, la franchise possède le troisième palmarès de la NFL.
Les Giants ont en effet remporté :
- quatre titres NFL :

| Saisons                       | Coachs         | Lieux        | Adversaires          | Scores | Bilan de saison |
| ----------------------------- | -------------- | ------------ | -------------------- | ------ | --------------- |
| 1927                          | Earl Potteiger | -            | -                    | -      | 11–1–1          |
| 1934                          | Steve Owen     | New York, NY | Bears de Chicago     | 30–13  | 8–5             |
| 1938                          | Steve Owen     | New York, NY | Packers de Green Bay | 23–17  | 8–2–1           |
| 1956                          | Jim Lee Howell | New York, NY | Bears de Chicago     | 47–7   | 8–3–1           |
| Total de titre NFL gagnés : 4 |                |              |                      |        |                 |

- quatre Super Bowl :

| Saisons                         | Coachs        | Super Bowl | Lieux            | Adversaires          | Scores | Bilan de saison |
| ------------------------------- | ------------- | ---------- | ---------------- | -------------------- | ------ | --------------- |
| 1986                            | Bill Parcells | XXI        | Pasadena, CA     | Denver Broncos       | 39–20  | 17–2            |
| 1990                            | Bill Parcells | XXV        | Tampa, FL        | Buffalo Bills        | 20–19  | 16–3            |
| 2007                            | Tom Coughlin  | XLII       | Glendale, AZ     | New England Patriots | 17–14  | 14–6            |
| 2011                            | Tom Coughlin  | XLVI       | Indianapolis, IN | New England Patriots | 21–17  | 13–7            |
| Total de Super Bowls gagnés : 4 |               |            |                  |                      |        |                 |

Seules 4 autres franchises ont gagné plus de 4 Super Bowls : Patriots de la Nouvelle-Angleterre (6), Dallas (5), San Francisco (5) et Pittsburgh (6).
L'équipe a participé à 19 finales nationales ce qui constitue un record pour une franchise NFL, menant largement le classement devant :
- les Packers de Green Bay : 13 finales
- les Bears de Chicago : 9 finales

Les Giants ont également remporté :
- 11 titres de Conférence :
  - 6 titres en NFL Est : 1956, 1958, 1959, 1961, 1962, 1963

| 1956                                              | Jim Lee Howell | 8-3-1  |
| 1958                                              | Jim Lee Howell | 9-3-0  |
| 1959                                              | Jim Lee Howell | 10-2-0 |
| 1961                                              | Allie Sherman  | 10-3-1 |
| 1962                                              | Allie Sherman  | 12-2-0 |
| 1963                                              | Allie Sherman  | 11-3-0 |
| Total des titres de Conférence NFL Est gagnés : 6 |                |        |

- - 5 titres en NFC : 1986, 1990, 2000, 2007, 2011 - (OT = prolongations)

| Saisons                                       | Coachs        | Lieux               | Adversaires            | Scores     | Bilan de saison |
| --------------------------------------------- | ------------- | ------------------- | ---------------------- | ---------- | --------------- |
| 1986                                          | Bill Parcells | East Rutherford, NJ | Redskins de Washington | 17–0       | 17–2            |
| 1990                                          | Bill Parcells | San Francisco, CA   | 49ers de San Francisco | 15–13      | 16–3            |
| 2000                                          | Jim Fassel    | East Rutherford, NJ | Vikings du Minnesota   | 41–0       | 14–5            |
| 2007                                          | Tom Coughlin  | Green Bay, WI       | Packers de Green Bay   | 23–20 (OT) | 14–6            |
| 2011                                          | Tom Coughlin  | San Francisco, CA   | 49ers de San Francisco | 20–17 (OT) | 13–7            |
| Total des titres de Conférence NFC gagnés : 5 |               |                     |                        |            |                 |

- 16 titres de Division :
  - 8 titres en NFL Est : 1933, 1934, 1935, 1938, 1939, 1941, 1944, 1946
  - 8 titres en NFC Est : 1986, 1989, 1990, 1997, 2000, 2005, 2008, 2011

## Historique
La franchise fut fondée en 1925, année où elle rejoint la NFL avec 4 autres équipes. C'est d'ailleurs la dernière de ces cinq franchises à encore exister. Elle est également la plus ancienne franchise établie dans le nord-est des États-Unis.

### Le nom officiel et les surnoms
Pour les distinguer de l'équipe professionnelle de baseball également appelée les Giants de New York, la franchise fut inscrite en 1929 sous la dénomination sociale légale de « New York National League Football Company, Inc. ». Cette dénomination fut de nouveau modifiée en 1937 pour devenir « New York Football Giants, Inc. ». Bien qu'après la saison 1957 l'équipe de baseball ait émigré à San Francisco, la dénomination sociale « New York Football Giants, Inc. » fut conservée. Cette dénomination est d'ailleurs largement utilisée par les fans et les commentateurs sportifs.
La franchise est également désignée sous divers surnoms : « Big Blue », les « G-Men », et les « Jints » (une contraction intentionnellement mutilée et fréquemment utilisée par le New York Post et le New York Daily News ayant pour origine l'ancienne équipe de baseball basée à New York). En outre, l'équipe dans son ensemble est parfois dénommée la « Big Blue Wrecking Crew » même si ce surnom, à l'origine, fait référence à l'unité défensive des Giants des années 1980 et du début des années 1990.

### Saisons 1925 à 1932
Les Giants jouent leur premier match le 4 octobre 1925 lors du déplacement à New Britain, Connecticut contre l'équipe de All New Britain,. Ils gagnent 26 à 0 devant 10 000 spectateurs La franchise termine sa première saison avec un bilan de 8 victoires pour 4 défaites.
Au terme de la saison 1927, les Giants terminent avec la meilleure fiche de la ligue (11 victoires, 1 nul et 1 défaite) et remportent le titre de champion de NFL.
Après une saison 1928 décevante, le propriétaire de la franchise, Mara, achète l'équipe entière des Wolverines de Détroit, l'objectif principal de cette manœuvre étant d'acquérir le quarterback Benny Friedman. Mara fusionne les deux équipes sous le nom des Giants.
En 1930, beaucoup de personnes avaient des doutes sur la qualité du jeu proposé par les joueurs professionnels de football, arguant que les amateurs des équipes universitaires jouaient avec beaucoup plus d'intensité. En décembre 1930, les Giants furent opposés à l'équipe universitaire « all star » des Fighting Irish de Notre Dame au Polo Grounds afin de lever des fonds pour les sans abris et chômeurs de New York. Ce match fut une opportunité pour rétablir le niveau et le prestige du jeu professionnel. Knute Rockne, coach de Notre Dame, aligna ses célèbres Four Horsemen avec les stars de son équipe championne de 1924 et leur demanda de marquer très tôt pour ensuite défendre. Rockne, comme la plupart des amateurs de football, sous-estimait la valeur du football professionnel et pensait qu'il gagnerait facilement le match. Le match fut cependant à sens unique et tout en faveur des Giants, Friedman inscrivant de suite à la course deux touchdowns suivi d'un troisième à la passe par Hap Moran. Notre Dame fut dans l'impossibilité de marquer. Après le match, Rockne déclara à ses joueurs : « C'était la meilleure équipe de football que j'ai jamais vue. Je suis content qu'aucun de vous n'est blessé. ». Le match rapporta 100 000 $ pour les sans-abris. Il est souvent fait référence à ce match pour légitimer le jeu professionnel par rapport aux critiques initiales.

### Saisons 1933 à 1946

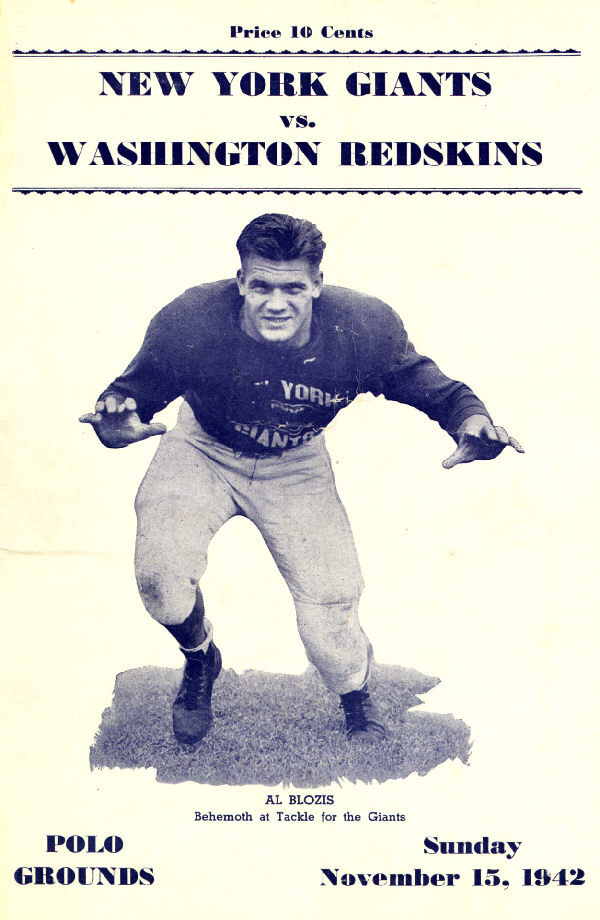
Al Blozis, Tackle des Giants, décédé au cours de la seconde guerre mondiale. Selon Mel Hein, « S'il n'avait pas été tué, il aurait pu devenir le meilleur tackle de tous les temps ».

Lors de cette période, les Giants se qualifient 8 fois pour la finale nationale, la remportant à deux reprises. Leur coach était Steve Owen introduit plus tard au Pro Football Hall of Fame. Les leaders de l'équipe étaient Mel Hein, Red Badgro, et Tuffy Leemans, tous futurs membres du Hall of Fame.
C'est à cette période que s'est joué le « Sneakers Game », finale nationale jouée et gagnée en 1934 contre les Bears de Chicago sur un terrain verglacé. Pour avoir plus de traction et d'adhérence, les joueurs furent équipés de « sneakers », chaussures semblables à des chaussures de tennis. Les Giants traversèrent une période particulièrement favorable à la fin des années 1930 jusqu'à ce que les États-Unis entrent en guerre. Ils gagnèrent leur second titre national en 1938 en battant les Packers de Green Bay sur le score de 23 à 17.

### Saisons 1947 à 1963
Grâce à l'apport de joueurs futurs membres du Hall of Fame, le RB Frank Gifford, le LB Sam Huff, et l' OT Roosevelt Brown, ainsi qu'avec le « all-pro », RB, Alex Webster et leur coach principal Jim Lee Howell (également au Hall of Fame), les Giants remportent un nouveau titre national en 1956. Le coach de l'attaque était Vince Lombardi et celui de la défense était Tom Landry.
De 1958 à 1963, les Giants jouent 5 finales nationales mais les perdent toutes. Ils perdent contre les Colts d'Indianapolis en 1958 lors des prolongations sur le score de 23 à 17 dans un match qui sera souvent appelé « The Greatest Game Ever Played ». Il est considéré comme l'un des événements important ayant le plus accru la popularité de la NFL. L'année suivante, ils perdent à nouveau contre les Colts sur le score de 31 à 16 alors qu'ils menaient 16 à 9 en début du 4e quart temps. En 1963, emmenés par le quarterback Y. A. Tittle (NFL MVP - 36 TDs à la passe record NFL de l'époque), les Giants arrivent en finale nationale mais perdent contre les Bears de Chicago sur le score de 14 à 10

### Saisons 1964 à 1982
De 1964 à 1978, les Giants n'apparaissent pas dans les séries éliminatoires et n'enregistrent au terme de la saison régulière que deux saisons en positif (plus de victoires que de défaites) :
- Avec des joueurs tels que Tittle et Gifford ayant presque 35 ans, l'équipe décline, terminant la saison 1964 avec un bilan de 2 victoires pour 10 défaites et deux nuls (2-10-2)[5].
- La franchise s'améliore en 1965 en affichant un bilan de 7-7[5]
- Elle s'écroule en 1966, affichant le pire bilan de la ligue à cette époque : 1-12-1[12], encaissant plus de 500 points[12].
- Au cours de la saison 1969, les Giants perdent leur première rencontre avec les Jets de New York sur le score de 37 à 14 devant 70.874 spectateurs au Yale Bowl à New Haven dans le Connecticut[13]. Après le match, Wellington Mara, propriétaire de la franchise, vire le coach Allie Sherman[14] et le remplace par l'ancien fullback des Giants Alex Webster.
- En 1967, l'équipe acquiert le quarterback Fran Tarkenton venant des Vikings de Minnesota. Malgré des résultats respectables (bilans de 7-7 en 1967 et 9-5 en 1970[5]), il est retransféré vers les Vikings en 1971 après avoir fini la saison sur un mauvais bilan de 4-10[15]. Mal leur en a pris car Tarkenton mènera les Vikings à 3 Super Bowl et gagnera sa place au Hall of Fame[15] tandis que les Giants continueront leur pire traversée du désert de leur histoire[5], ne gagnant que 23 matchs entre 1973 et 1979 !
- Avant la saison 1976, les Giants tentent de faire revivre leur faible attaque en remplaçant leur retraité RB Ron Johnson par le fullback futur Hall of Fame, Larry Csonka. Malheureusement, Csonka fut souvent blessé et pratiquement inefficace au cours des trois années qu'il passa à New York.
- Pour la saison 1977, le roster des Giants présentait 3 rookies au poste de quarterback[16]

En 1973 et 1974, les Giants furent autorisés à jouer leurs matchs à domicile au Yale Bowl à New Haven dans le Connecticut et en 1975 au Shea Stadium (stade de l'équipe de baseball des Mets et de l'équipe NFL des Jets de New York) à la suite de la rénovation du Yankee Stadium. Ils emménageront finalement dans leur propre stade en 1976, le Giants Stadium situé au Meadowlands dans East Rutherford au New Jersey.
Un des points faibles au cours de cette période fut la phase de jeu survenue en 1978 et connue comme le Miracle du Meadowlands. Alors que les Giants jouent la montre pour assurer ainsi leur victoire contre les Eagles de Philadelphie, le coordinateur offensif Bob Gibson décide, contre toute attente, de choisir un jeu de course. Le résultat de ce (mauvais) choix est un fumble du quarterback Joe Pisarcik retourné pour un touchdown de Herman Edwards lequel donne la victoire aux Eagles.
Le travail du staff des Giants à cette époque sera rendu difficile par une rivalité de longue date entre Wellington Mara et son neveu, Tim Mara. Jack Mara, décédé en 1965, avait laissé sa part du club à son fils Tim. Les styles de Wellington et Tim, ainsi que leur vision du club étaient totalement différentes. Ils se disputèrent et à la fin ne se parlaient plus. Le commissionnaire Rozelle intervint finalement et nomma un directeur général neutre, George Young, ce qui permit au club de refonctionner de façon plus fluide. La querelle devint caduque le 20 février 1991 lorsque Tim Mara vendit ses parts du club à Preston Robert Tisch.
À partir de la saison 1979, les Giants commencent à gravir les échelons qui les ramèneront vers les sommets de la NFL grâce notamment à l'acquisition à la draft de 1979 du quarterback Phil Simms et à la draft de 1981 du linebacker Lawrence Taylor. Taylor gagne en 1981 les titres de défenseur rookie NFL de la saison et de défenseur NFL de la saison. L'équipe participe également aux séries éliminatoires pour la première fois depuis 1963,.
Une des rares satisfaction de cette période était l'excellente équipe de linebackers surnommée la Crunch Bunch.
Après la saison 1982 (qui fut raccourcie en raison d'une grève — bilan de 4 victoires pour 5 défaites), l'entraîneur principal Ray Perkins démissionne pour prendre en charge l'équipe universitaire du Crimson Tide de l'Alabama. Cette décision sera cruciale pour l'avenir de la franchise puisqu'il est remplacé par le coordinateur défensif Bill Parcells.

### Saisons 1983 à 1990
Bill Parcells passe donc en 1983 du poste de coordinateur défensif au poste de coach principal. Cela ne fut pas facile la première saison qui se clôture sur le bilan de 3-12-1. Les Giants s'améliorent en 1984, Phil Simms ayant été retitularisé et la saison régulière se termine sur un bilan de 9 victoires pour 7 défaites. Qualifiés pour les séries éliminatoires, ils battent les Rams de Los Angeles en wild card mais sont ensuite battus en finale de division par les 49ers de San Francisco sur le score de 21 à 10.
La saison 1985 est tout aussi bonne (bilan de 10-6). En tour de wild card, ils prennent leur revanche sur les 49ers en les battant 17 à 3. Ils perdent à nouveau la finale de division 21 à 0 contre les Bears de Chicago.
Cependant, la saison suivante verra les Giants gagner leur premier Super Bowl.

#### Saison 1986: Le premier Super Bowl

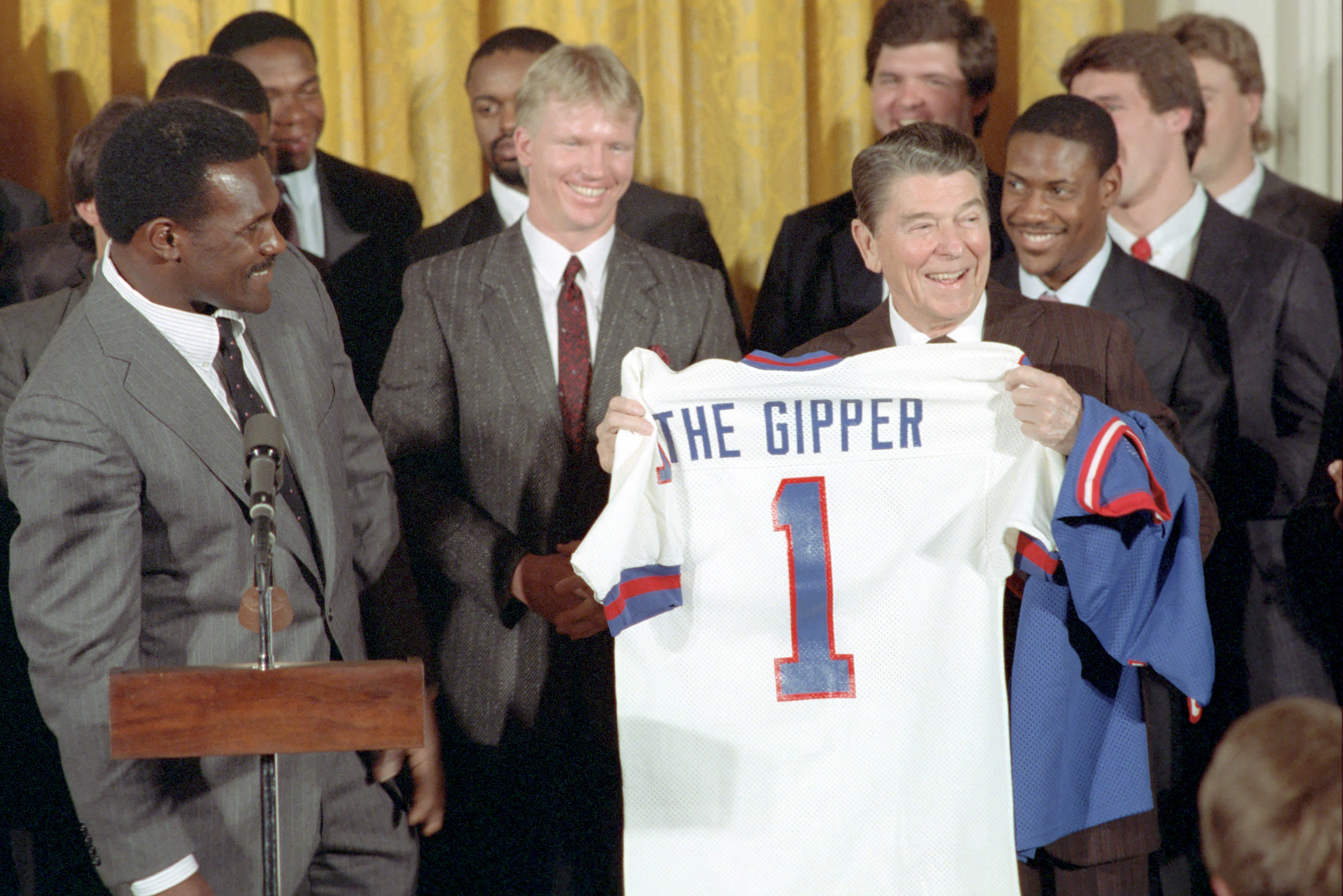
Les joueurs des Giants avec le président Ronald Reagan après leur victoire au Super Bowl XXI

Les saisons 1984 et 1985 se terminent sur les bilans respectifs de 9-7 et 10-6. Emmenés par le joueur défensif de la saison NFL Lawrence Taylor et la défense dénommée Big Blue Wrecking Crew, l'équipe termine la saison 1986 avec un bilan remarquable de 14 victoires pour 2 défaites, meilleur bilan depuis 1978 lorsque les équipes jouent 16 matchs par saison. Cette fiche sera égalée en 2012 par les Giants de Tom Coughlin et leur quarterback Eli Manning. Ayant terminé en première position de la NFC, ils gagnent le match de Division en battant les 49ers de San Francisco sur le score sans appel de 49 à 3. Ils deviennent champions de la conférence NFC en battant les Redskins de Washington 17 à 0 et participent ainsi à leur premier Super Bowl. Le Super Bowl XXI se déroule au Rose Bowl Stadium de Pasadena. Les adversaires sont les Broncos de Denver. Emmenés par leur quarterback Simms (MVP de la rencontre lequel établira un record pour un SB de 88 % de passes complétées soit 22 passes réussies sur 25 tentées), les Giants remportent leur premier Super Bowl sur le score de 39 à 20, remportant ainsi un nouveau titre national depuis 1956, clôturant définitivement la longue traversée du désert de la franchise. Outre leur quarterback Phil Simms et leur linebacker Lawrence Taylor, les points forts de l'équipe au cours de cette remarquable période étaient l'entraîneur principal Bill Parcells, le TE Mark Bavaro, l'EB Joe Morris, et le LB Pro Football Hall of Fame", Harry Carson.
La saison 1987, marquée par une nouvelle grève, se termine sur une fiche de 6-9, dont les causes principales sont d'une part, le déclin dans le jeu de course, le RB Morris n'accumulant que 658 yards à la course et d'autre part, les nombreuses blessures ayant décimé la ligne offensive.
Le début de la saison 1988 fut marquée par un scandale impliquant le linebacker Lawrence Taylor. Celui-ci fut convaincu de consommation de cocaïne. Il fut suspendu les 4 premiers matchs de la saison. C'était la seconde fois qu'il violait ainsi les règlements de la Ligue relatifs à la toxicomanie. Malgré cela les Giants terminent la saison avec 10 victoires pour 6 défaites, Lawrence Taylor, de retour de suspension, enregistrant quand même 15.5 sacks !
La saison 1989 affiche un bilan de 12 victoires pour 4 défaites mais les Giants sont stoppés dès de leur premier match de séries éliminatoires, battus 19 à 13 en prolongation, par les Rams de Los Angeles à la suite d'un touchdown de Flipper Anderson sur réception d'une passe de 47 yards.

#### Saison 1990: Le second Super Bowl
La saison 1990 se termine sur le bilan de 13 victoires pour 3, la franchise établissant un nouveau record soit celui du plus petit nombre de « turnover » encaissé sur une saison (14). Les Giants battent chez eux les 49ers de San Francisco sur le score de 15 à 13, empêchant ainsi les 49ers de gagner leur troisième Super Bowl consécutif ce qui aurait été un exploit inégalé. Forts de cette victoire, les Giants rencontrent les Bills de Buffalo et remportent le Super Bowl XXV sur le score de 20 à 19.

### Saisons 1991 à 1996: L'ère post Parcells
Après la saison 1991, Parcells démissionne de son poste et est remplacé par le coordinateur offensif Ray Handley. S'ensuivent deux saisons décevantes (1991 et 1992) se terminant sur des bilans respectifs de 8-8 et 6-10. Ray Handley est viré et remplacé par l'ex-coach des Broncos de Denver, Dan Reeves Débuts des années 1990, Simms et Taylor (deux des stars des années 1980) sont en fin de carrière et nettement sur le déclin. La saison 1993 est donc une saison de transition avec Reeves à la barre. Simms et Taylor terminent quand même leurs carrières en se qualifiant pour les séries éliminatoires mais sont éliminés dès le premier match par les 49ers.
Ces deux joueurs ayant pris leur retraite les Giants doivent se battre. Après un départ 3-7 en saison 1994, ils gagnent leurs 6 prochains matchs pour afficher un bilan de 9 victoires pour 7 défaites, mais ils ratent quand même les séries éliminatoires. Les critiques s'abattent sur le QB Dave Brown tout au long de la saison. Il n'est pas performant et les deux saisons suivantes se terminent sur des bilans décevants 5-11 et 6-10. L'entraîneur principal Reeves est viré après la saison 1996.

### Saisons 1997 à 2003: L'ère Jim Fassel
En 1997, Jim Fassel (coordinateur offensif des Cardinals de l'Arizona, équipe universitaire en NCAA) est nommé comme seizième entraîneur principal des Giants. Il décide de mettre Danny Kanell comme quarterback titulaire. La saison 1997 se termine sur un bilan de 10-5-1 et les Giants sont qualifiés pour les séries éliminatoires après 4 années d’abstinence. Mais ils perdent à domicile en tour de wild card contre les Vikings du Minnesota.
La saison 1998 débute assez mal (4-8) mais se termine sur un bilan de 8 victoires pour 8 défaites. Il est à signaler qu'au cours de cette saison les Giants seront les premiers à battre les Broncos de Denver qui affichaient alors un bilan remarquable de 13 victoires pour 0 défaite.
Avant la saison 1999, les Giants signent le quarterback des Panthers de la Caroline, Kerry Collins. Il était le premier choix de la draft 1995 des Panthers et avait conduit son équipe au titre de champion de la conférence NFC en 1996. Malgré cela, les Panthers décident de s'en séparer à cause de problèmes avec l'alcool, de conflits avec plusieurs de ses partenaires et d'un caractère difficile. Les Giants terminent la saison sur un bilan de 7-9 constituant la première saison négative du coach Fassel.

#### Saison 2000: Champions de la NFC
En 2000, les Giants veulent renouer avec les séries éliminatoires qui leur font défaut depuis 3 ans. Ils débutent très bien (7-2) mais perdent deux matchs de suite (aux Rams de Saint Louis et aux Lions de Détroit) remettant ainsi en question leur participation aux séries éliminatoires. À la conférence de presse après le match contre les Lions, Fassel garantit que ses Giants se qualifieront pour les séries éliminatoires. Ses joueurs gagnent tous les matchs suivants, affichent un bilan de 12 victoires pour 4 défaites et se classent no 1 de la conférence NFC. Ils battent chez eux en finale de division les Eagles de Philadelphie 20 à 10 se qualifiant pour la finale de conférence NFC qu'ils gagnent en battant les Vikings du Minnesota 41 à 0. Ils rencontrent lors du Super Bowl XXXV les Ravens de Baltimore. Seulement menés 10 à 0 à la mi-temps, les Giants sont dominés en seconde armure. La défense des Ravens met sous pression pendant toute la rencontre QB Kerry Collins qui n'arrivera à compléter que 15 passes sur 39 tentées pour seulement 112 yards gagnés. Il sera intercepté à 4 reprises et les Ravens remportent sans discussion le match 34 à 7.
Après une saison 2001 décevante (7-9), les Giants terminent la saison 2002 sur un bilan de 10-6 qui les qualifient pour les séries éliminatoires via le tour de wild card. Ils rencontrent les 49ers au Candlestick Park de San Francisco. Les Giants mènent 38 à 14 alors qu'il ne reste plus que 4:27 min à jouer mais les 49ers reviennent finalement dans la partie et s'imposent 39 à 38.
Après une lamentable saison 2003 se terminant sur le bilan de 4-12, Jim Fassel est remercié. Son bilan à la tête des Giants est de 58 victoires pour 53 défaites et 1 nul (58-53-1).

### Depuis 2004: L'ère Coughlin-Manning
En 2004, trois ans après leur dernière apparition dans un Super Bowl, Fassel est remplacé par Tom Coughlin. Même s'il a connu de solides saisons à la tête des Giants, QB Kerry Collins ne satisfait plus complètement.
À l'issue de la draft 2004, un arrangement est trouvé et le QB Eli Manning de l'Université des Rebels d'Ole Miss arrive à New York. Il devient quarterback titulaire à la mi-saison 2004 remplaçant le QB Kurt Warner.
Lors des saisons 2004 à 2006, les Giants de Tom Coughlin affichent un bilan global de 25 victoires pour 23 défaites. Ils parviennent à deux reprises en tour de wild card mais perdent les deux matchs contre les Panthers de la Caroline en 2005 et contre les Eagles de Philadelphie en 2006. Les médias se posaient beaucoup de questions quant à la direction de l'équipe.
Durant cette période, les Giants avaient en leurs rangs des joueurs exceptionnels :
- Le defensive end Michael Strahan qui établira un record NFL au niveau des sacks sur quarterback adverses au cours de la saison 2001[37].
- Le running back Tiki Barber qui établira pour l'équipe un record de yards à la course au cours de la saison 2005[38] avant de prendre sa retraite en 2006.

#### Saison 2007 - Troisième Super Bowl
Les Giants débutent la saison 2007 après avoir participé deux années de suite aux séries éliminatoires. Ils deviennent la troisième franchise NFL à atteindre la barre des 600 victoires en battant les Falcons d'Atlanta 31 à 10 lors d'un Monday Night Football. Le programme des Giants les envoie aussi à Londres au Wembley Stadium pour y rencontrer le 8 octobre les Dolphins de Miami. Il s'agit du premier match de saison régulière NFL à se jouer hors Amérique du Nord et les Giants le gagne 10 à 6. Ils terminent la saison sur un bilan de 10 victoires pour 6 défaites et deviennent champions de la Conférence NFC après avoir battus en série éliminatoire, les Buccaneers de Tampa Bay, les Cowboys de Dallas et les Packers de Green Bay. Ils établiront un record en gagnants 10 déplacements consécutifs, cette série se terminant chez les Browns de Cleveland la sixième semaine de la saison 2008.
Les Patriots de New England arrivent au Super Bowl XLII invaincus (18 victoires) et sont considérés comme largement favoris (à 12 contre 1). Les Giants battent les Patriots sur le score de 17 à 14 et le haut fait de ce match restera la passe magique complétée de Manning vers Tyree. Il s'agissait du troisième match où l'énorme favori était battu (au Super Bowl III, les Colts de Baltimore étaient favoris à 17 contre 1 par rapport aux New York Jets, au Super Bowl XXXVI les Rams de Saint-Louis étaient favoris à 14 contre 1 par rapport aux Patriots de la Nouvelle-Angleterre). Le copropriétaire John Mara décrit ce match comme sans aucun doute possible, la plus grande victoire de toute l'histoire de la franchise.

#### 2008, 2009 et 2010: Mauvaises fins de saison
Les Giants commencent la saison 2008 avec 11 victoires pour 1 défaite mais perdent 3 des 4 derniers matchs partiellement à cause d'une blessure de son WR Plaxico Burress. Ils remportent cependant leur division (la NFC East) avec un bilan final de 12-4. Ils terminent la saison régulière première franchise de la NFC et sont donc dispensés du premier tour de la série éliminatoire. En match de division, ils sont cependant battus à domicile 23 à 11 par les Eagles de Philadelphie.
Les Giants inaugurent en 2009 un nouveau centre d'entrainement le Timex Performance Center également situé à Meadowlands. Ils débutent la saison par 5 victoires mais perdent 48 à 27 au Superdome contre les Saints de la New Orleans et concèdent encore 3 défaites par la suite, aux Arizona Cardinals (24 à 17), aux San Diego Chargers (21 à 20) et aux Eagles de Philadelphie (40 à 17). La mauvaise série est cassée par une victoire en prolongations 34 à 31 contre les Falcons d'Atlanta. Ils perdent ensuite la nuit de Thanksgiving 26 à 6 contre les Denver Broncos, gagnent contre les Dallas Cowboys, perdent aux Philadelphia Eagles (45 à 38) et aussi leur dernier match le 27 décembre contre les Carolina Panthers. Ils affichent un bilan global de 8 victoires et 8 défaites et ne se qualifient pas pour les séries éliminatoires.
Le coordinateur défensif, Bill Sheridan, est licencié après la saison 2009 et est remplacé par l'ancien coach intérimaire des Bills de Buffalo, Perry Fewell. La défense des Giants en 2009 ayant fini 13e défense de la saison sous Sheridan, concédant une moyenne de 324,9 yards par match et encaissant 85 points lors des deux dernières défaites, sont les raisons de ce licenciement
En 2010, les Giants déménagent vers le MetLife Stadium connu aussi sous le nom de New Meadowlands Stadium. Ils y battent lors de leur premier match dans ce stade les Carolina Panthers mais perdent en déplacement ensuite aux Colts d'Indianapolis dans le second "Manning Bowl" ainsi dénommé puisque le frère d'Eli Manning, Peyton Manning, joue comme QB chez les Colts. Ils perdent encore aux Tennessee Titans avant de gagner cinq matchs de suite battants les Bears de Chicago, les Texans de Houston, les Lions de Détroit, les Dallas Cowboys et les Seattle Seahawks. Alors qu'ils affichent un bilan de 6 victoires pour 2 défaites, ils vont perdre les deux prochains matchs chez les éternels rivaux, à domicile contre les Cowboys et chez les Eagles. Ils sont alors seconds de leur division avec un bilan de 6-4 derrière les Eagles. Les Giants, étant revenus à leur hauteur (8-4), les rencontrent à domicile le 9 décembre dans un match décisif pour la tête de la division. Les Giants mènent 24 à 3 à la mi-temps et 31 à 10 à 5:40' de la fin du match. Les Eagles emmenés par QB Michael Vick, inscrivent 3 touchdowns et égalisent à 40 secondes de la fin du match. Après un "3-et-out", le P Matt Dodge dégage le ballon dans les bras de DeSean Jackson qui remonte tout le terrain pour inscrire un touchdown dévastateur pour les Giants. Ils perdent ensuite aux Packers de Green Bay 45 à 17. Au moment du dernier match de la saison, les Giants rencontrent les Redskins qu'ils doivent battre pour rejoindre les séries éliminatoires à la condition que les Packers perdent leur dernier match. Les Giants gagnent 17 à 14 mais les Packers battant les Bears de Chicago, la saison se termine sans match de série éliminatoire.

#### Saison 2011 - Quatrième Super Bowl
Les Giants perdent plusieurs joueurs lors de la free agency 2011, Kevin Boss, (WR) Steve Smith, Rich Seubert, Keith Bulluck, Derek Hagan, et le pro-bowler (C) Shaun O'Hara. Cependant, cette saison verra l'éclosion de (WR) Victor Cruz, et de (TE) Jake Ballard, tous deux commençant leur seconde année au sein des Giants. La saison démarre mal avec une défaite 28 à 14 contre les Redskins de Washington au FedEx Field le jour du 10°m anniversaire des attentats du 11 septembre. Heureusement, ils redressent la situation pour afficher un bilan de 6-2 à mi-saison grâce notamment aux victoires en déplacement contre les Eagles et les Patriots. Cette dernière victoire met d'ailleurs un terme à la série de victoires des Patriots conséquemment à un touchdown de Jake Ballard à la suite d'une passe d'Eli Manning à 15 secondes de la fin du match. À la suite de quatre défaites consécutives (en déplacement aux 49ers de San Francisco et aux New Orleans Saints, et à domicile contre les Eagles et les Packers de Green Bay) début décembre, les Giants affichent un bilan de 6-6. Une victoire sur le fil, 37 à 34 chez les Dallas Cowboys, le 11 décembre, une défaite aux Redskins de Washington et une victoire 29 à 14 le soir de Noël contre les New York Jets, éliminent les Eagles de la course aux séries éliminatoires. Les Giants accueillent les Dallas Cowboys pour le dernier match de la saison lequel est décisif puisque le perdant ne participera pas à la série éliminatoire contrairement au vainqueur, celui-ci devenant champion de la NFC East. Le titre revient aux Giants puisqu'ils gagnent le match du Sunday Night Football, 31 à 14. Le WR Victor Cruz termine la saison régulière avec 1536 yards à la réception améliorant le record de la franchise détenu jusqu'alors par Amani Toomer.
Le 8 janvier 2012, lors du premier tour des séries éliminatoires, les Giants battent 24 à 2 les Falcons d'Atlanta. Malgré un safety concédé au début du premier quart temps, QB Eli Manning enchaîne avec 3 touchdown consécutifs. Les RBs, Ahmad Bradshaw et Brandon Jacobs combinent pour 172 yards à la course, un record pour la saison 2011 des Giants. Grâce à cette victoire, ils rencontrent le 15 janvier 2012, la meilleure équipe de la saison régulière, les Packers de Green Bay. Eli Manning lance pour 330 yards et 3 touchdowns (dont deux vers le WR Hakeem Nicks) pour une victoire nette, 37 à 20. Le 22 janvier 2012, le titre NFC se joue contre les 49ers de San Francisco. En prolongations, réitérant son exploit de la saison 2007 contre les Packers lors du même match de Conférence, Kicker Lawrence Tynes transforme un field goal qui donne la victoire aux Giants, 20 à 17. Le Super Bowl XLVI les oppose aux Patriots, comme en janvier 2008 lors du Super Bowl XLII. Il n'y aura pas de revanche, les Giants gagnant sur le score de 21 à 17. Ils sont pourtant menés 14 à 17, lorsque WR Mario Manningham réceptionne une passe de 38 yards du QB Eli Manning. Sur le drive qui s'ensuit, RB Ahmad Bradshaw vient s’asseoir dans la end-zone inscrivant le TD qui donne l'avantage aux G-men, 21 à 14. Lorsque Eli Manning lui cède le ballon, il lui demande pourtant de ne pas inscrire de suite le TD, de s'agenouiller à la ligne des 1 yard dans le but d'encore grignoter du temps de jeu. Arrivé à cet endroit, le RB, emporté par son élan, s'écroule néanmoins dans la zone d'en-but, inscrivant ce qui sera appelé le "reluctant touchdown" (le TD réticent). Les Patriots l'avaient laissé faire pour qu'ils puissent récupérer le ballon vu qu'il restait encore assez bien de temps pour marquer un TD, ce qui fort heureusement pour RB Ahmad Bradshaw n'arrivera pas.
Comme pour leurs 4 précédents Super Bowls, les Giants étaient menés à la mi-temps mais ont chaque fois réussi à remporter le match. Ils sont la seule équipe NFL à l'avoir fait autant de fois, devançant les Pittsburgh Steelers seule franchise NFL à être revenue au score de la même façon mais à deux reprises seulement (aux Super Bowl X et Super Bowl XIV).

#### Saison 2012 à 2015: Difficultés d’après Super Bowl
Les Giants débutent la saison 2012 par une défaite à domicile contre les Cowboys mais réagiront et afficheront un bilan de 6-2 fin octobre (grâce à quatre victoires consécutives dont celle significative chez les 49ers, 26 à 3). Après le passage de l'ouragan Sandy dans le nord-est des États-Unis, les Giants perdent deux matchs d'affilée, contre les Steelers et les Bengals pour afficher un bilan de 6-4. Malgré trois victoires, extraordinaires à domicile contre les Packers, les Saints et les Eagles, la franchise termine la saison avec un bilan de 9 victoires et 7 défaites. Le titre de la division NFL East revient aux Redskins (10-6). Les Giants ne sont pas admis aux séries éliminatoires. Les Redskins se font tout de suite éliminer en tour de wild card par les Seahawks 24 à 14. QB Eli Manning, DE Jason Pierre-Paul, WR Victor Cruz, et G Chris Snee représenteront les Giants au Pro Bowl.
La saison 2013 débute avec l'espoir que les Giants soient la première équipe NFL à disputer le Super Bowl dans son stade, le MetLife Stadium ayant été désigné pour accueillir le Super Bowl XLVIII en février 2014. Malheureusement, ils perdent leurs 6 premiers matchs. Ils gagnent ensuite quatre matchs de suite mais perdent un match décisif à domicile contre les Cowboys à la suite d'un field goal encaissé dans les dernières secondes du match. Ils finissent leur saison sur un bilan de 7 victoires pour 9 défaites, un bilan négatif pour la première fois depuis 2004.
Lors de la draft 2014 de la NFL, les Giants sélectionnent au 1er tour le WR Odell Beckham, Jr. lequel obtient la récompense du Rookie Offensif NFL de la saison 2014 par Associated Press. L'équipe rate pour la 3e année consécutive les séries éliminatoires terminant la saison sur un bilan de 6 victoires pour 10 défaites.
La campagne 2015 est de nouveau décevante pour les Giants, ceux-ci présentant une défense en difficulté toute la saison et des écroulements incompréhensibles de toute l'équipe en fin de matchs. Ils terminent à nouveau sur un bilan de 6 victoires et 10 défaites, ratant pour la 4e saison consécutive les séries éliminatoires. Le 14 janvier 2016, la direction annonce que Ben McAdoo devient l'entraîneur principal des Giants, remplaçant Tom Coughlin qui avait remis sa démission la semaine précédente.

### 2016: Retour en playoffs
En février 2016, le wide receiver français Anthony Dablé signe un contrat avec les Giants pour participer à leur camp d’entraînement d'été mais ne sera pas repris dans l'effectif de la saison 2016. Les Giants après cinq années de disette réintègrent les séries éliminatoires mais sont éliminés lors du tour de wild card par les Packers de Green Bay 38 à 13.
Le 14 janvier 2016, les Giants annoncent que Ben McAdoo sera le nouvel entraîneur de la franchise. Il remplace Tom Coughlin qui avait démissionné la semaine précédente. Ils se qualifient pour les séries éliminatoires après cinq ans de diète mais sont éliminés par les Packers de Green Bay en Wild Card.

### 2017 - présent: Retour des difficultés
Après une saison 2016 prometteuse (bilan de 11 victoires pour 5 défaites), les Giants commencent de façon catastrophique celle de 2017 avec cinq défaites consécutives. Ils gagnent ensuite de façon très convaincante en déplacement contre les Broncos de Denver au Broncos Stadium at Mile High. Cependant, lors du match en 5e semaine contre les Chargers de Los Angeles, Odell Beckham Jr. se fracture le péroné ce qui le rend indisponible pour le reste de la saison. Lors de ce même match, les wide receivers Brandon Marshall et Dwayne Harris se blessent également et ne rejoueront plus de la saison. Celle-ci est également marquée par les suspensions de Dominique Rodgers-Cromartie et de Janoris Jenkins. La saison se termine avec un bilan de 3 victoires pour 13 défaites comme en 1983, le pire bilan de la franchise depuis que les saisons NFL se jouent sur 16 matchs (saison 1978).
La saison 2018 est marquée par l'arrivée d'un nouveau directeur général Dave Gettleman (en) en provenance des Panthers, et d'un renouvellement de l'encadrement dont Pat Shurmur engagé en tant q'uentraîneur principal. À la draft, alors que beaucoup attendant le choix d'un quarterback, Gettleman choisit de sélectionnerr le phénomène de Penn State au poste de RB, Saquon Barkley. Après seulement quelques matchs, on constate que l'équipe est en pleine reconstruction. Cela se traduit pendant la saison par les échanges du CB Eli Apple aux Saints et du DT Damon Harrison aux Lions. La ligne offensive est également en pleine reconstruction puisque Patrick Omameh (en) et Ereck Flowers sont libérés après un très mauvais début de saison. Le 9 décembre 2018, en battant les Redskins, les Giants deviennent la première franchise de l'histoire de la NFL a remporter 100 matchs de saison régulière contre un même adversaire. L'équipe termine la saison avec 5 victoires pour 11 défaites et ne participe pas à la série éliminatoire. La francise décroche le 6e choix du premier tour de la draft 2019 de la NFL.
Cependant, malgré les succès irréguliers de l’équipe, Barkley a été impressionnant lors de sa saison rookie. Comme débutant, il a battu plusieurs records de la NFL et de la franchise dont ceux du plus grand nombre de réception par un RB (91), de TDs à la course (11), de yards gagnés à la course (1 307) et de TDs inscrits sur une saison (15). Il est également sélectionné pour le Pro Bowl 2019, aux côtés de ses coéquipiers Olivier Vernon, Landon Collins et Aldrick Rosas.

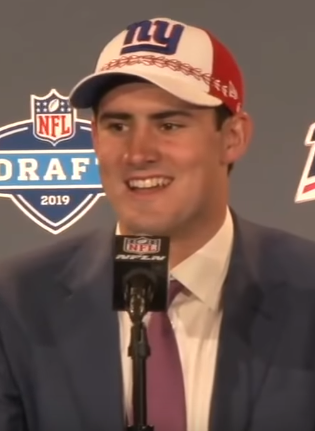
Daniel Jones sélectionné par les Giants en 6e choix global lors du premier tour de la Draft 2019.

Pendant l'intersaison, les Giants échangent leur wide receiver Odell Beckham Jr. aux Browns de Cleveland contre des choix de 1er et 3e tour de draft et le safety Jabrill Peppers. La franchise sélectionne en 6e choix global lors du premier tour de la draft 2019 le quarterback Daniel Jones ayant joué en NCAA chez les Blue Devils de Duke. Eli Manning est titulaire lors des deux premiers matchs perdus de la saison 2019. L'entraîneur principal Pat Shurmur décide alors de le remplacer par Jones. Lors de son premier match comme titulaire au poste de quarterback (3e semaine), Jones comble son équipe après une belle remontée au score donnant la victoire contre les Buccaneers de Tampa Bay. Il remporte ensuite son premier match de division en battant les Redskins de Washington. Malgré ce début prometteur, les Giants perdent les huit match suivants et terminent la saison avec un bilan négatif de 4 victoires pour 12 défaites. L'entraîneur principal Pat Shurmur est remercié en fin de saison.
La saison 2020 est la première depuis celle de 2003 où Eli Manning ne figure pas dans l'équipe puisqu'il a décidé de prendre sa retraite après la saison 2019. La franchise a engagé comme entraîneur principal Joe Judge (en), ancien coordinateur des équipes spéciales des Patriots. Les Giants perdent cependant leur cinq premiers matchs, trois d'entre eux par des scores serrés (avec max 8 points d'écart). La première victoire (20–19) est obtenue contre la Washington Football Team malgré une tentative de retour au score de ces derniers. New York perd ensuite contre les Eagles et les Buccaneers respectivement par 1 et 2 points d'écart. L'équipe remporte ensuite 4 matchs consécutifs dont celui en déplacement contre les Seahawks de Seattle (17–12). Avec un bilan provisoire de 5-7, les Giants se retrouvent premier de leur division à égalité avec la Washington Football Team. La saison se poursuit par trois défaites consécutives avec des écarts au score supérieurs à 10 points et une victoire 23 à 19 contre Dallas. Les Giants présentent un bilan final de 6-10 et peuvent encore gagner leur division mais la Washington Football Team, grâce à sa victoire 20-14 contre Philadelphie, termine la saison avec 7 victoires pour 9 défaites ce qui leur donne la qualification pour la série éliminatoire.
Les Giants ne parviennent pas à s'améliorer en saison 2021 puisqu'ils terminent encore avec un bilan négatif de 4–13. En cours de la saison, le quarterback titulaire Daniel Jones, se blesse au cou et doit être temporairement remplacé par Mike Glennon et Jake Fromm. Après la saison, le directeur général Dave Gettleman prend sa retraite et l'entraîneur principal Joe Judge est viré.
Le 21 janvier 2022, la franchise engage Joe Schoen au poste de directeur général et le 28 janvier, engage Brian Daboll en tant qu'entraîneur principal pour la saison 2022. Le 1er janvier 2023, les Giants se qualifient pour la série éliminatoire pour la première fois depuis 2016. Le 15 janvier, ils battent les Vikings du Minnesota 31 à 24 lors du tour de Wild Card, remportant leur premier match de série éliminatoire depuis leur victoire au Super Bowl XLVI en 2012.

## Image et identité

### Logo

Évolution du logo
1945 à 1949
1950 à 1955
1956 à 1960
1961 à 1974
En 1975
1976 à 1999
Depuis 2000.

Divers logos commémoratifs
En 1994 - 70 ans
En 1999 - 75 ans
En 2004 - 80 ans
En 2014 - 90 ans

## Stades

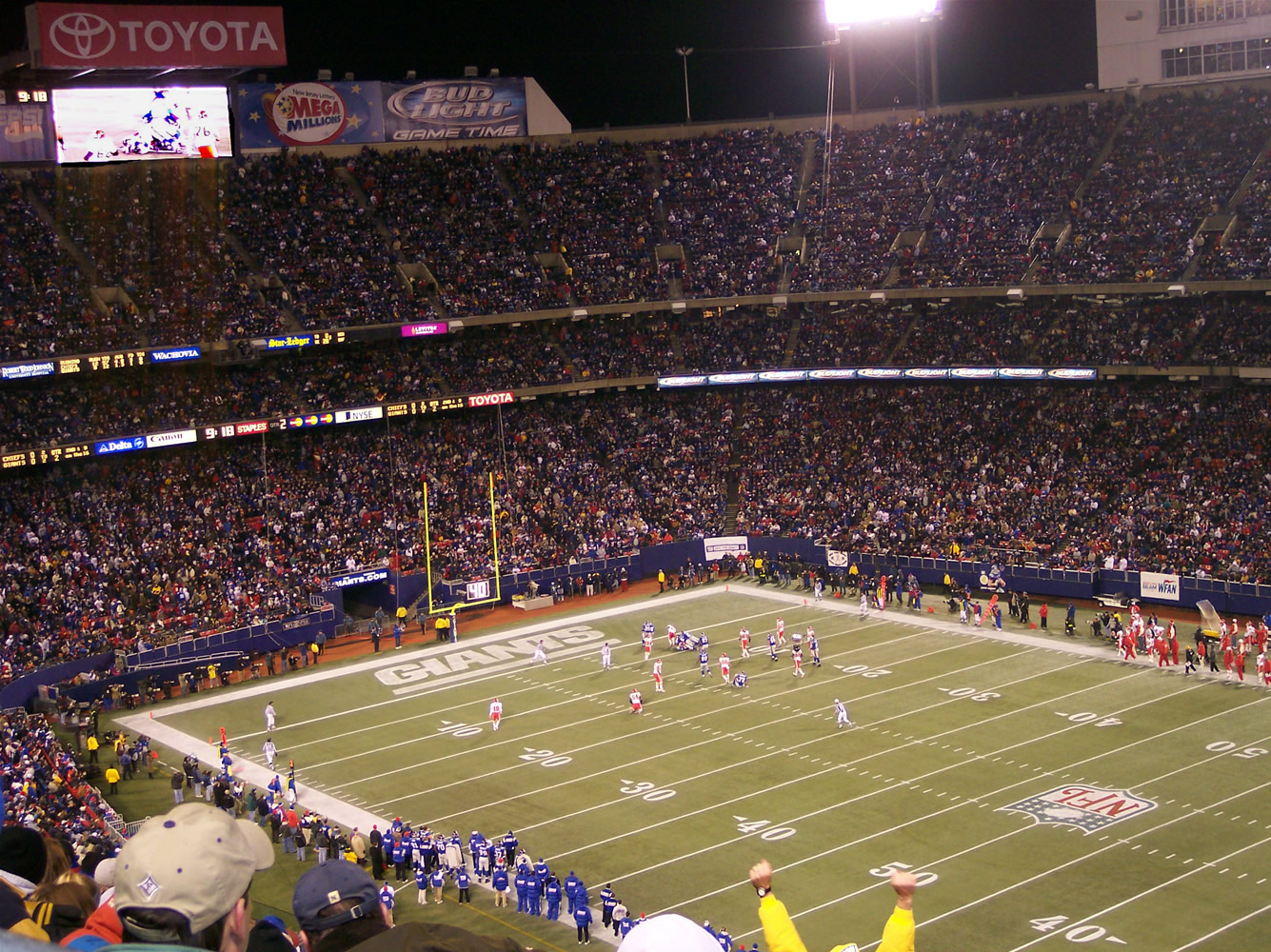
Le Giants Stadium a accueilli les matchs des Giants de 1976 à 2009.

Depuis la saison 2010, les Giants disputent leurs matchs à domicile au MetLife Stadium. Leurs précédents stades étaient :
- Polo Grounds (1925-1955) ;
- Yankee Stadium (1923) (1956-1973) ;
- Yale Bowl (1973-1974) ;
- Shea Stadium (1975) ;
- Giants Stadium (1976-2009).

Depuis 2013, les Giants ont un nouveau camp d’entrainement d'été, le Quest Diagnostics Training Center au "Meadowlands Sports Complex".

## Rivalités

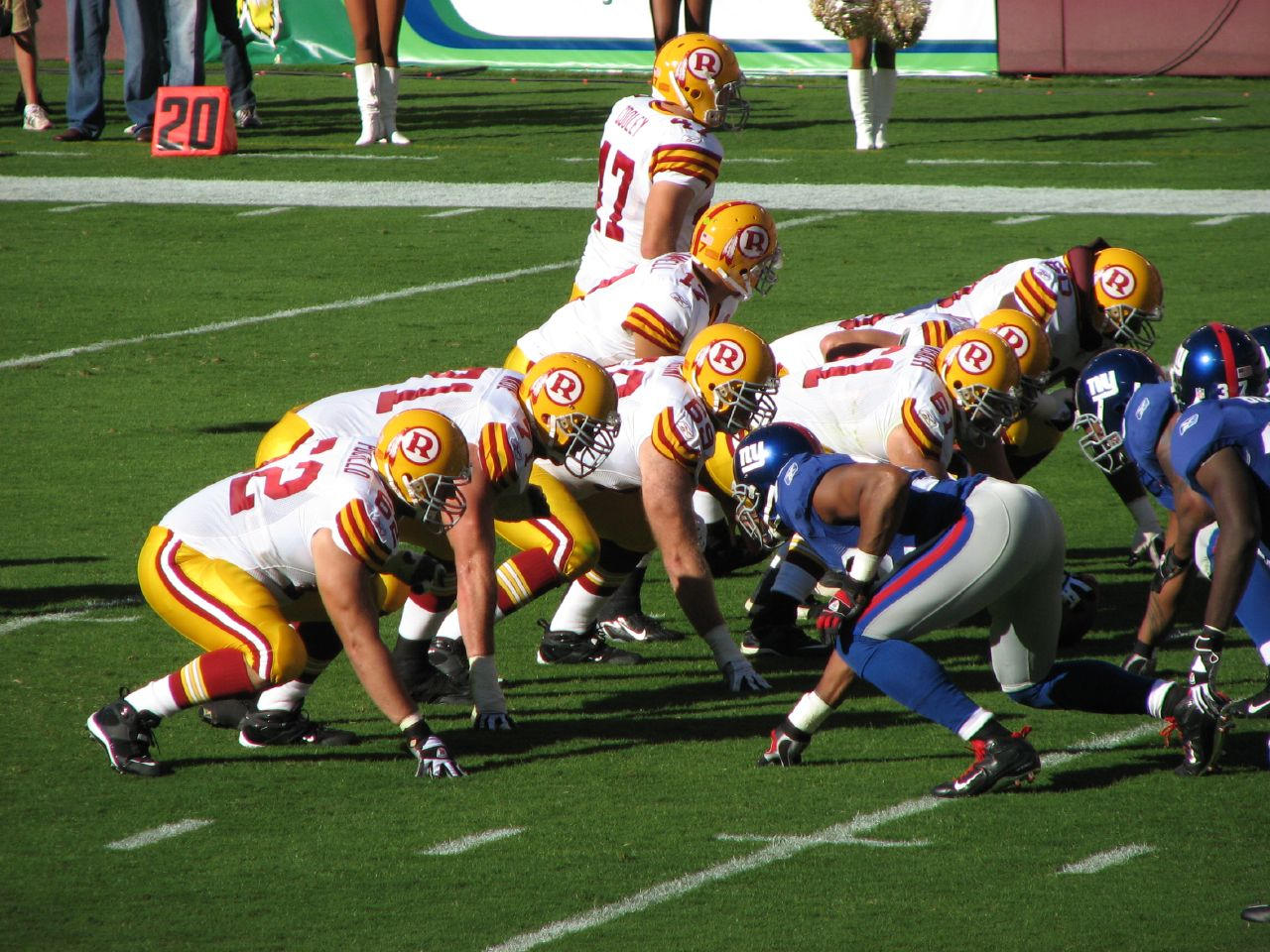
Les Redskins de Washington portant leurs uniformes rétro se rassemblent sur la ligne de mêlée contre les Giants

### Commanders de Washington
Les Giants ont une très vieille histoire qui débute en 1932 avec les Commanders de Washington (anciennement appelés les Redskinsde Washington et Washington Football Team). Même si cette rivalité est moindre que celles avec les Cowboys et les Eagles, il y a eu quelques rencontres assez fortes entre ces deux rivaux de division. Dans les années 1980, ils se rencontrent entre autres lors de titres de division et également lors d'un titre de champion de NFC en 1986 (victoire des Giants 17 à 0 qui les conduit à leur première finale de Super Bowl). Wellington Mara a toujours pensé que cette équipe était la plus vieille et la plus réelle rivalité de sa franchise. Pour lui faire honneur, juste après qu'il eut pris sa retraite en 2005, les Giants écrasèrent à domicile leur rival 36 à 0. En fin de saison 2022, les Giants sont largement en tête des statistiques : 106 victoires, 71 défaites et 5 nuls (1-1 en phase éliminatoire). Les 106 victoires des Giants contre les Commanders constituent le plus grand nombre de victoires d'une franchise sur une autre franchise dans l'histoire de la NFL.

### Eagles de Philadelphie
La rivalité avec les Eagles de Philadelphie est une des plus anciennes de la NFC East et remonte à la saison 1933. Elle fut appelée la meilleure rivalité de la NFL au XXIe siècle,. Les deux équipes se sont fréquemment rencontrées. Les Giants et les Eagles sont pratiquement à égalité puisqu'ils comptabilisent fin de saison régulière 2022, 92 victoires, 88 défaites et deux nuls. Ces équipes se sont rencontrées à quatre reprises lors des phases éliminatoires (playoffs) et sont à égalité puisqu'elles comptent toutes deux, 2 victoires et 2 défaites (avant la phase finale 2022). Trois de ces matchs se sont déroulés dans les années 2000. New York et Philadelphie ont une forte rivalité géographique également dans d'autres sports professionnels comme la rivalité Mets-Phillies en Ligues majeures de baseball (MLB) et celles des Flyers-Rangers ou des Devils-Flyers en in the Ligue nationale de hockey (NHL).

### Cowboys de Dallas
Troisième équipe de NFC East, troisièmes rivaux historiques, une des plus fières puisque ces deux équipes ont remporté au total 9 Super Bowls. Cette rivalité débute dès la création de la franchise des Cowboys de Dallas en 1960. Le football américain professionnel constitue la seule rivalité sportive entre ces deux villes, la distance entre ces villes pouvant expliquer la chose. Les rencontres se limitent pratiquement au niveau de la conférence NFC East et les Cowboys mènent les statistiques : 73 victoires, 47 défaites et 2 nuls (fin saison 2022, hors phase finale). Néanmoins, si on se limite aux phases éliminatoires, la seule rencontre a été gagnée par les G-men (saison 2007).

### 49ers de San Francisco
Même s'ils ne font pas partie de la même division, les Giants et les 49ers de San Francisco, au fil des ans, ont développé une certaine rivalité, surtout depuis 1982, à la suite des rencontres en phase éliminatoire, en ce y compris les deux seuls matchs de conférence remportés par les G-men. Les équipes sont à parfaite égalité fin de saison 2022 :(21 victoires) ainsi qu'en phase éliminatoire (4-4).

### Jets de New York
La seule rivalité entre équipes NFL d'une même ville, exacerbée parce qu'elles partagent le même stade. Ils se rencontrent annuellement en pré-saison depuis 1969. Cette rencontre est dénommée le MetLife Bowl. En saison régulière, les deux équipes se rencontrent tous les 4 ans, les Jets de New York faisant partie de l'AFC East. Beaucoup de monde (en ce y compris des joueurs des deux équipes) se sont demandé s'il s'agissait d'une réelle rivalité,,,. Un match mémorable fut joué en 1988. Les Giants rencontrent lors du dernier match de saison régulière les Jets et doivent gagner pour accéder aux phases éliminatoires. Même s'ils ne firent pas un grand match, les Jets battent les G-men 27 à 21. Le scénario est inversé en 2011 lorsqu'à deux matchs de la fin, les Giants gagnent 29 à 14, ruinant les chances des Jets d'accéder aux phases éliminatories, propulsant par contre les Giants en phase éliminatoire et vers le gain du Super Bowl XLVI. Les Giants mènent les statistiques : 8 victoires pour 6 défaites en fin de saison 2022.

## Numéros retirés
| No retirés des Giants de New York |                  |           |           |                 |
| No                                | Joueurs          | Positions | Carrières | Période retrait |
| 1                                 | Ray Flaherty 1   | E         | 1928–35   | 1935-2023       |
| 3                                 | Len Grant (en) 2 | T         | 1930–37   | 1938-1966       |
| 4                                 | Tuffy Leemans    | RB        | 1936–43   | 1940-présent    |
| 7                                 | Mel Hein         | C/LB      | 1931–45   | 2021-présent    |
| 11                                | Phil Simms       | QB        | 1979–93   | 1995-présent    |
| 14                                | Ward Cuff 4      | HB/WB     | 1937–45   | 1946-1960       |
| 14                                | Y. A. Tittle 4   | QB        | 1961–64   | 1965-présent    |
| 16                                | Frank Gifford    | HB/WR     | 1952–64   | 2000-présent    |
| 32                                | Al Blozis 3      | OT        | 1942–44   | 1945-présent    |
| 40                                | Joe Morrison     | RB/WR     | 1959–72   | 1972-présent    |
| 42                                | Charlie Conerly  | QB        | 1948–61   | 1947-présent    |
| 50                                | Ken Strong       | HB        | 1936–47   | 1994-présent    |
| 56                                | Lawrence Taylor  | LB        | 1981–93   | 2021-présent    |

Notes :
- 1 Retiré en 1935, ce fut le premier numéro à être retiré de toutes les équipes faisant partie d'un sport d'une ligue majeure[71]. Ce numéro est réattribué à Malik Nabers en 2024 avec l'accord de la famille Flaherty[72].
- 2 Les Giants avaient retiré le no 3 en l'honneur du tackle capitaine d'équipe Lan Grant, lequel avait été tué par la foudre alors qu'il jouait au golf juste avant l'ouverture du camp d'entraînement en 1938. Ce numéro est remis en service en 1966 à la demande de Pete Gogolak et est resté depuis en usage[73].
- 3 À titre posthume.
- 4 Le numéro 14 a été retiré en honneur de Ward Cuff en 1946. Y.A. Tittle demande pour avoir ce numéro après que les Giants l'aient transféré en 1961. Le numéro est ensuite retiré une seconde fois en 1964 lorsque Tittle prend sa retraite footballistique.

## Trophées MVP en Super Bowl, Trophées MVP en NFL et Choix de1ertour de Draft
| Trophées du MVP en Super Bowl |                    |       |
| SB                            | Joueurs            | Poste |
| XXI                           | Phil Simms #11     | QB    |
| XXV                           | Ottis Anderson #24 | RB    |
| XLII                          | Eli Manning #10    | QB    |
| XLVI                          | Eli Manning #10    | QB    |

| Trophées MVP en NFL |                 |
| Années              | Joueurs         |
| 1938                | Mel Hein        |
| 1956                | Frank Gifford   |
| 1959                | Charlie Conerly |
| 1963                | Y. A. Tittle    |
| 1986                | Lawrence Taylor |

| Premier choix de Draft |                   |                             |        |
| Années                 | Joueurs           | Universités                 | Postes |
| 2004                   | Philip Rivers     | North Carolina State        | QB     |
| 2005                   | Pas de sélection  | -                           | -      |
| 2006                   | Mathias Kiwanuka  | Boston College              | DE     |
| 2007                   | Aaron Ross        | Texas                       | DB     |
| 2008                   | Kenny Phillips    | Miami (FL)                  | DB     |
| 2009                   | Hakeem Nicks      | North Carolina              | WR     |
| 2010                   | Jason Pierre-Paul | South Florida               | DE     |
| 2011                   | Prince Amukamara  | Nebraska Cornhuskers        | DB     |
| 2012                   | David Wilson      | Virginia Tech Hokies        | RB     |
| 2013                   | Justin Pugh       | Syracuse Orangemen          | OT     |
| 2014                   | Odell Beckham Jr. | LSU                         | WR     |
| 2015                   | Ereck Flowers     | Miami                       | OT     |
| 2016                   | Eli Apple         | Ohio State                  | CB     |
| 2017                   | Evan Engram       | Mississippi                 | TE     |
| 2018                   | Saquon Barkley    | Nittany Lions de Penn State | RB     |
| 2019                   | Daniel Jones      | Blue devils de Duke         | QB     |
| 2020                   | Andrew Thomas     | Bulldogs de la Géorgie      | T      |
| 2021                   | Kadarius Toney    | Gators de la Floride        | WR     |
| 2022                   | Kayvon Thibodeaux | Ducks de l'Oregon           | DE     |

## Pro Football Hall of Fame
Les Giants possèdent le plus grand nombre de membres (29) au sein du Pro Football Hall of Fame. Tim Mara, Mel Hein, Pete Henry, Cal Hubbard et Jim Thorpe faisaient partie de la première classe de membres intronisés en 1963. Le Defensive End Michael Strahan est l'actuel dernier intronisé (lors de la classe 2014). De nombreux membres dont Larry Csonka, Ray Flaherty, Joe Guyon, Pete Henry, Arnie Herber, Cal Hubbard, Tom Landry, Don Maynard, Hugh McElhenny, et Jim Thorpe sont associés avec les Giants de New York, mais ils ont été intronisés en grande partie sur base de leurs carrières au sein d'autres équipes NFL.
| Giants au Pro Football Hall of Fame |                            |                        |                                       |               |    |                   |                        |                                 |                 |               |
| No                                  | Joueurs                    | Nat.                   | Postes (Années)                       | Intronisés en |    | No                | Joueurs                | Nat.                            | Postes (Années) | Intronisés en |
| 17                                  | Morris « Red » Badgro      | Drapeau des États-Unis | TE (1930-1935)                        | 1981          | -- | Wellington Mara   | Drapeau des États-Unis | Copropriétaire (1937-2005)      | 1997            |               |
| 79                                  | Roosevelt « Rosey » Brown  | Drapeau des États-Unis | T (1953-1965)                         | 1975          | 55 | Steve Owen        | Drapeau des États-Unis | T (1926-1933) Coach (1930-1953) | 1966            |               |
| 53                                  | Harry Carson               | Drapeau des États-Unis | LB (1976-1988)                        | 2006          | 81 | Andy Robustelli   | Drapeau des États-Unis | DE (1956-1964)                  | 1971            |               |
| 39                                  | Larry Csonka               | Drapeau des États-Unis | FB (1976-1978)                        | 1987          | 13 | Don Maynard       | Drapeau des États-Unis | WR (1958)                       | 1989            |               |
| 1                                   | Ray Flaherty               | Drapeau des États-Unis | E (1928-1935)                         | 1976          | 13 | Hugh McElhenny    | Drapeau des États-Unis | RB (1963)                       | 1970            |               |
| 6                                   | Benny Friedman             | Drapeau des États-Unis | QB (1929-1931 Coach (1930)            | 2005          | 50 | Ken Strong        | Drapeau des États-Unis | HB (1933-1935) (1939,1944-1947) | 1967            |               |
| 16                                  | Frank Gifford              | Drapeau des États-Unis | HB (1952-1960) (1962-1964)            | 1977          | 10 | Fran Tarkenton    | Drapeau des États-Unis | QB (1967-1971)                  | 1986            |               |
| 11                                  | Joe Guyon                  | Drapeau des États-Unis | RB (1927)                             | 1966          | -- | Bill Parcells     | Drapeau des États-Unis | Coach (1983-1990)               | 2013            |               |
| 7                                   | Mel Hein                   | Drapeau des États-Unis | C (1931-1945)                         | 1963          | 56 | Lawrence Taylor   | Drapeau des États-Unis | LB (1981-1993)                  | 1999            |               |
| 55                                  | Pete Henry                 | Drapeau des États-Unis | OT (1927)                             | 1963          | 31 | Jim Thorpe        | Drapeau des États-Unis | RB/DB (1925)                    | 1963            |               |
| 38                                  | Arnie Herber               | Drapeau des États-Unis | Q (1944-1945)                         | 1966          | 49 | Tom Landry        | Drapeau des États-Unis | DB/P (1950-1955)                | 1990            |               |
| 41 60                               | Cal Hubbard                | Drapeau des États-Unis | T (1927-1928) (1936)                  | 1963          | 92 | Michael Strahan   | Drapeau des États-Unis | DE (1993-2007)                  | 2014            |               |
| 70                                  | Sam Huff                   | Drapeau des États-Unis | LB (1956-1963)                        | 1982          | 14 | Y. A. Tittle      | Drapeau des États-Unis | QB (1961-1964)                  | 1971            |               |
| 4                                   | Alphonse « Tuffy » Leemans | Drapeau des États-Unis | FB (1936-1943)                        | 1978          | 45 | Emlen Tunnell     | Drapeau des États-Unis | DB (1948-1958)                  | 1967            |               |
| --                                  | Tim Mara                   | Drapeau des États-Unis | Propriétaire et Fondateur (1925-1959) | 1963          | 73 | Arnie Weinmeister | Drapeau du Canada      | DE (1950-1953)                  | 1984            |               |

## Les entraîneurs
| Saisons   | Entraîneurs                    | Bilan          | Bilan          | Bilan          | Bilan          | Bilan          | Bilan                                               |
| --------- | ------------------------------ | -------------- | -------------- | -------------- | -------------- | -------------- | --------------------------------------------------- |
| Saisons   | Entraîneurs                    | Nb.            | V              | D              | N              | %              | Trophée                                             |
| 1925      | Bob Folwell (en)               | 012            | 08             | 04             | 0              | 66,7           |                                                     |
| 1926      | Bob Alexander (en)             | 013            | 08             | 04             | 1              | 65,4           |                                                     |
| 1927-1928 | Earl Potteiger (en)            | 026            | 015            | 08             | 3              | 63,5           | Vainqueur de la finale NFL en 1927                  |
| 1929-1930 | LeRoy Andrews (en)             | 030            | 024            | 05             | 1              | 81,7           |                                                     |
| 1930      | Benny Friedman (en)            | 02             | 02             | 0              | 0              | 100            |                                                     |
| 1931-1953 | Steve Owen (en)                | 268            | 151            | 100            | 17             | 59,8           | Vainqueur de la finale NFL en 1934 et 1938          |
| 1954-1960 | Jim Lee Howell                 | 088            | 055            | 29             | 4              | 65,5           | Vainqueur de la finale NFL en 1956                  |
| 1961-1968 | Allie Sherman                  | 115            | 057            | 54             | 4              | 52,7           |                                                     |
| 1969-1973 | Alex Webster (en)              | 070            | 029            | 40             | 1              | 42,1           |                                                     |
| 1974-1976 | Bill Arnsparger (en)           | 035            | 07             | 28             | 0              | 20,0           |                                                     |
| 1976-1978 | John McVay (en)                | 037            | 014            | 23             | 0              | 37,8           |                                                     |
| 1979-1982 | Ray Perkins (en)               | 059            | 024            | 35             | 0              | 40,4           |                                                     |
| 1983-1990 | Bill Parcells                  | 138            | 085            | 52             | 1              | 61,0           | Vainqueur des Super Bowl XXI (1986) et XXV (1990)   |
| 1991-1992 | Ray Handley (en)               | 032            | 014            | 18             | 0              | 43,8           |                                                     |
| 1993-1996 | Dan Reeves                     | 066            | 032            | 34             | 0              | 48,4           |                                                     |
| 1997-2003 | Jim Fassel (en)                | 116            | 060            | 55             | 1              | 52,2           | Défaite au Super Bowl XXXV (2000)                   |
| 2004-2015 | Tom Coughlin                   | 175            | 096            | 79             | 0              | 53,1           | Vainqueur des Super Bowl XLII (2007) et XLVI (2011) |
| 2015-2017 | Ben McAdoo                     | 028            | 013            | 15             | 0              | 46,4           |                                                     |
| 2017      | Steve Spagnuolo (en) (intérim) | 04             | 01             | 03             | 0              | 25,0           |                                                     |
| 2018-2019 | Pat Shurmur                    | 032            | 0 9            | 23             | 0              | 28,1           |                                                     |
| 2020-2021 | Joe Judge (en)                 | 033            | 010            | 23             | 0              | 30,3           |                                                     |
| 2022      | Brian Daboll                   | Série en cours | Série en cours | Série en cours | Série en cours | Série en cours | Série en cours                                      |